# Shirley Carter
Shirley Carter  ,  es un personaje ficticio de la serie de televisión británica EastEnders, interpretada por la actriz Linda Henry desde el 7 de diciembre del 2006, hasta ahora. Anteriormente Linda había interpretado a Lorraine Salter entre 1991 y 1992.

## Biografía
Cuando Shirley llega por primera vez en Walford revela que es la exesposa de Kevin Wicks y madre de Carly, Deano y James Wicks con quienes no tiene una buena relación luego de que Shirley los abandonara cuando sus hijos eran pequeños, Shirley queda destrozada cuando Kevin le revela que en su ausencia James había muerto debido a una fibrosis quística.
Kevin crio a Deano y Carly sin saber nada de Shirley por lo que cuando ella quiso tener contacto con ellos en el 2006 Kevin se lo prohibió, sin embargo en el 2007 Shirley logra contactarse con sus hijos y aunque Carly se muestra hostil con ella Deano se muestra un poco más abierto para formar una relación con su madre por lo que Shirley decide mudarse a Albert Square para estar cerca de ellos. Poco después Shirley le revela a Kevin que mientras estuvieron casados tuvo varias aventuras y que ni Deano ni Carly eran sus hijos biológicos lo que deja destrozado a Kevin, sin embargo durante la pelea Shirley y Kevin terminan acostándose lo cual deja a Kevin sintiéndose culpable por lo que va con su novia Denise Fox y le pide matrimonio y aunque Shirley intenta evitar el matrimonio contándole a Denise acerca de la noche que estuvieron juntos Denise lo perdona y terminan casándose.
Shirley fue muy buena amiga de Heather Trott hasta su muerte.
En mayo del 2014 se revela que Mick Carter era en realidad el hijo de Shirley y no su hermano.